# Why? (Keep Your Head Down)
Why? (Keep Your Head Down) (kor. 왜 (Keep Your Head Down)) – koreański singel południowokoreańskiej grupy TVXQ, wydany 3 stycznia 2011 roku. Utwór promował album Keep Your Head Down – pierwszego wydawnictwa po odejściu trzech członków TVXQ.
Utwór został nagrany ponownie w języku japońskim i wydany jako singel 26 stycznia 2011 roku w Japonii przez Avex Trax, w trzech edycjach (CD, CD+DVD i Bigeast). „MAXIMUM” jest także japońską wersją utworu o tym samym tytule z płyty Keep Your Head Down. Singel osiągnął 1 pozycję w rankingu Oricon i pozostał na liście przez 20 tygodni, sprzedał się w nakładzie 285 806 egzemplarzy. Singel zdobył status platynowej płyty.

## Lista utworów

### Singel koreański
| Digital download | Digital download                                             | Digital download | Digital download           | Digital download | Digital download |
| Nr               | Tytuł utworu                                                 | Tekst            | Muzyka                     |                  | Długość          |
| ---------------- | ------------------------------------------------------------ | ---------------- | -------------------------- | ---------------- | ---------------- |
| 1.               | „Why? (Keep Your Head Down)” (kor. 왜 (Keep Your Head Down)) | Yoo Young-jin    | Yoo Han-jin, Yoo Young-jin | Yoo Han-jin      | 3:58             |

### Singel japoński

#### CD
| CD | CD                                                                      | CD    | CD                         | CD            | CD      |
| Nr | Tytuł utworu                                                            | Tekst | Kompozycja                 | Aranżacja     | Długość |
| -- | ----------------------------------------------------------------------- | ----- | -------------------------- | ------------- | ------- |
| 1. | „Why? (Keep Your Head Down)”                                            | Luna  | Yoo Han-jin, Yoo Young-jin | Yoo Han-jin   | 4:01    |
| 2. | „MAXIMUM”                                                               | Luna  | Yoo Young-jin              | Yoo Young-jin | 3:43    |
| 3. | „Why? (Keep Your Head Down) -Night Rod man Regeneration Mix-” (CD only) | Luna  | Yoo Han-jin, Yoo Young-jin | Yoo Han-jin   | 4:38    |
| 4. | „Why? (Keep Your Head Down)” (Less Vocal)                               |       | Yoo Han-jin, Yoo Young-jin | Yoo Han-jin   | 4:01    |
| 5. | „MAXIMUM” (Less Vocal)                                                  |       | Yoo Young-jin              | Yoo Young-jin | 3:43    |

#### CD+DVD
| CD | CD                                        | CD    | CD                         | CD            | CD      |
| Nr | Tytuł utworu                              | Tekst | Kompozycja                 | Aranżacja     | Długość |
| -- | ----------------------------------------- | ----- | -------------------------- | ------------- | ------- |
| 1. | „Why? (Keep Your Head Down)”              | Luna  | Yoo Han-jin, Yoo Young-jin | Yoo Han-jin   | 4:01    |
| 2. | „MAXIMUM”                                 | Luna  | Yoo Young-jin              | Yoo Young-jin | 3:43    |
| 3. | „Why? (Keep Your Head Down)” (Less Vocal) |       | Yoo Han-jin, Yoo Young-jin | Yoo Han-jin   | 4:01    |
| 4. | „MAXIMUM” (Less Vocal)                    |       | Yoo Young-jin              | Yoo Young-jin | 3:43    |

| DVD | DVD                                       | DVD     |
| Nr  | Tytuł utworu                              | Długość |
| --- | ----------------------------------------- | ------- |
| 1.  | „Why? (Keep Your Head Down)” (Video Clip) |         |
| 2.  | „Off Shot Movie”                          |         |

## Notowania
| Lista                             | Pozycja |
| --------------------------------- | ------- |
| Oricon Weekly Singles Chart       | 1       |
| Oricon Yearly Singles Chart       | 16      |
| Billboard Japan Hot 100           | 1       |
| Billboard Japan Top Singles Sales | 1       |